# نافپاکتوس
نافپاکتوس شهری واقع در استان یونان غربی می‌باشد.